# متروی پکن

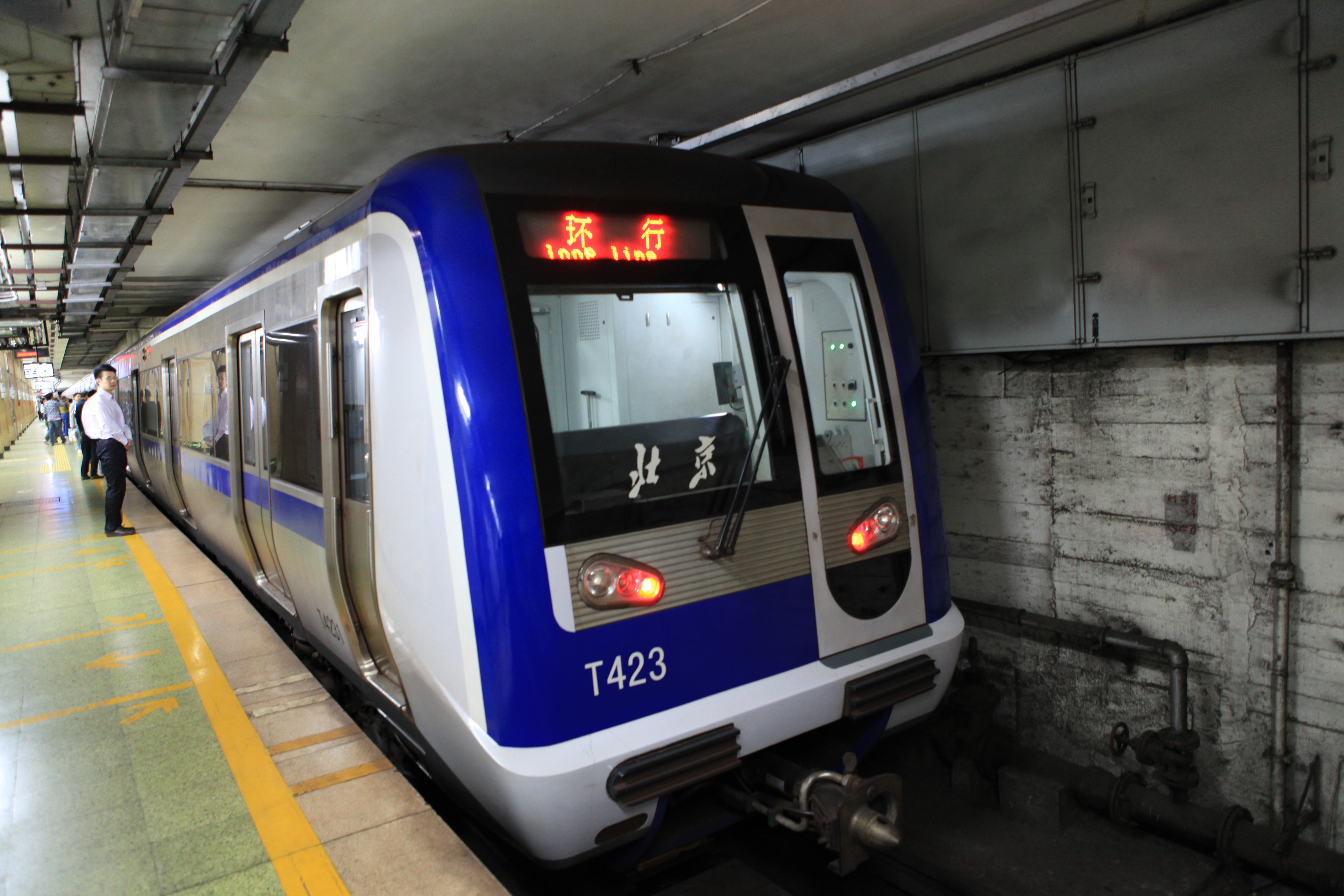
خط ۲ مترو پکن

مترو پکن با ۱۸ خط، ۵۵۴ کیلومتر درازا، ۳۳۴ ایستگاه و جابه‌جایی روزانه، متوسط ۸/۹ میلیون نفر در سال ۲۰۱۵م شلوغ‌ترین در جهان و از نظر درازا پس از شانگهای مقام دوم در جهان را دارد. در ۲۲ اوت ۲۰۰۸م، رکورد ۴٫۹۲ میلیون نفری آن به ثبت رسید. از آن جایی که شبکه کنونی، پاسخگو ترانزیت سنگین شهر نیست، به تندی رو به گسترش است. یکمین سیستم حمل و نقل تندرو و مدرن در چین مربوط به قطار زیرزمینی پکن است که در سال ۱۹۶۹م آغاز و در سال ۱۹۸۱م بدون دعوت رسمی به رو مردم گشوده شد. ناگفته نماند، مترو نانجینگ (۱۹۵۸م – ۱۹۰۷م) از لحاظ قدمت یکمین قطار شهری در این کشور بوده‌است.

نقشه مترو پکن

## تاریخچه
ساخت مترو پکن در سپتامبر ۱۹۵۳م توسط کمیته برنامه‌ریزی پکن و کارشناسانی از اتحاد جماهیر شوروی پیشین پیشنهاد شد.

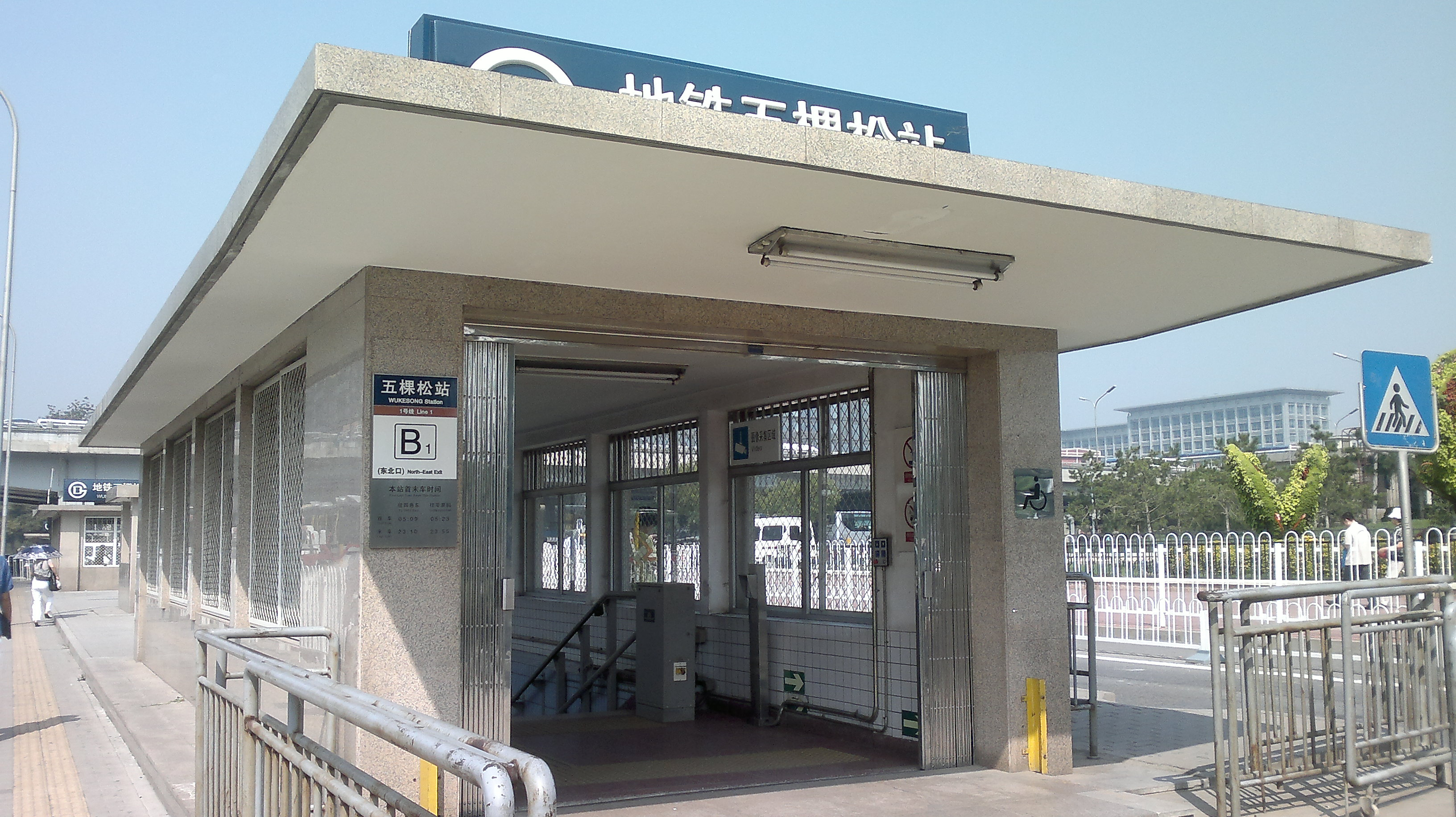

پس از جنگ کره، مقامات چین بیشتر توجه خود را به بازسازی‌ها داخلی معطوف کردند. آن‌ها علاقه‌مند به گسترش ظرفیت حمل و نقل عمومی بودند و در عین حال مترو را به عنوان مأمن دفاعی شهر ارزیابی می‌کردند. آن‌ها با مطالعه مترو مسکو و این که چطور در زمان جنگ در جهت دفاع از مردم و مقر سربازان و فرماندهان استفاده می‌شده‌است، تصمیم گرفتند از مترو در جهت خدمات شهری و نظامی استفاده کنند.
از آن‌جائی که چین تجربه‌ای در ساخت مترو نداشت از کمک‌های فنی شوروی پیشین و آلمان‌غربی بهره برد. در سال ۱۹۵۴م از مهندسان شوروی پیشین برای ارائه طرح دعوت به عمل آورد و از سال ۱۹۵۳م تا ۱۹۶۰م هزاران دانشجو را برای مطالعه به شوروی فرستاد.
با خدشه‌دار شدن روابط چین و شوروی در سال‌ها ۱۹۶۳م – ۱۹۶۰م تمام کارشناسان شوروی، چین را ترک کردند.

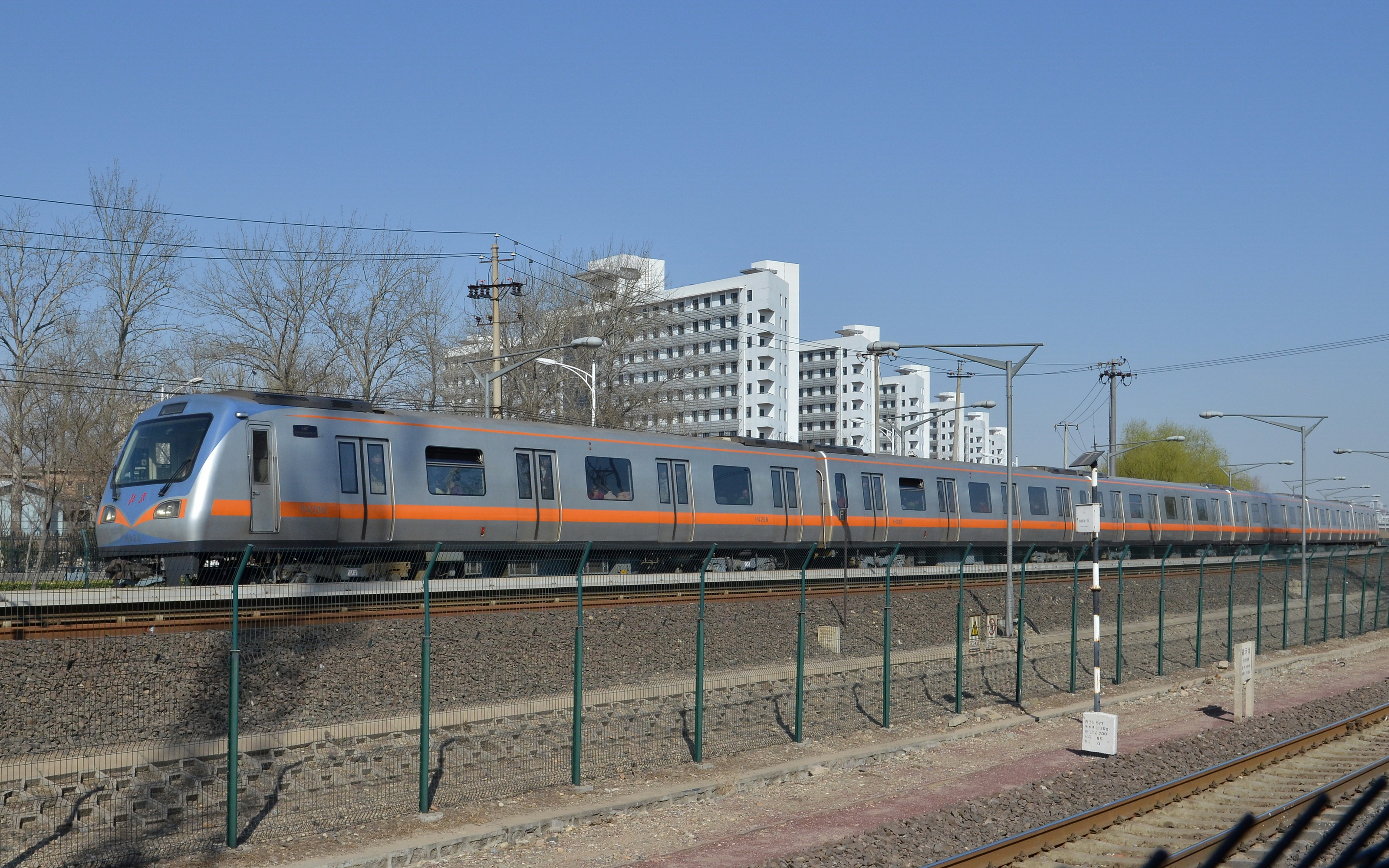

در ۱۹۶۱م پروژه به‌طور موقت متوقف شد. در ۱۹۶۵م کار ساخت از سر گرفته شد. خط اصلی در ۱ اکتبر ۱۹۶۹م همزمان با بیستمین سالگرد تأسیس جمهوری خلق چین با ۱۶ ایستگاه و ۲۱ کیلومتر تکمیل اما به دلیل مشکلات فنی با بیش از یک دهه تأخیر در ۱۹۸۱م افتتاح شد.
سرعت ساخت مترو در تابستان ۲۰۰۱، همزمان با اعلام میزبانی پکن در بازی‌های المپیک ۲۰۰۸ بیش از هر زمان دیگر بود. سه خط جدید یعنی خط ۱۰(فاز ۱)، خط المپیک (فاز ۱ خط ۸) و خط فرودگاه همگی در ۱۹ ژوئیه ۲۰۰۸ قبل از بازی‌های المپیک تابستانی ۲۰۰۸ افتتاح شدند.
بین سال‌های ۲۰۰۲ تا ۲۰۰۸، با گرفتن وام از ۴ بانک بزرگ، ۷٫۶۹ میلیارد دلار صرف پروژه‌های مترو شد. بعد از اعلام بسته پیشنهادی اقتصادی در نوامبر ۲۰۰۸، کمیسیون برنامه‌ریزی مترو پکن کار ساخت مترو را تسریع کرد و مناطق حومه که ارزان‌تر بود را نیز مد نظر قرار داد.

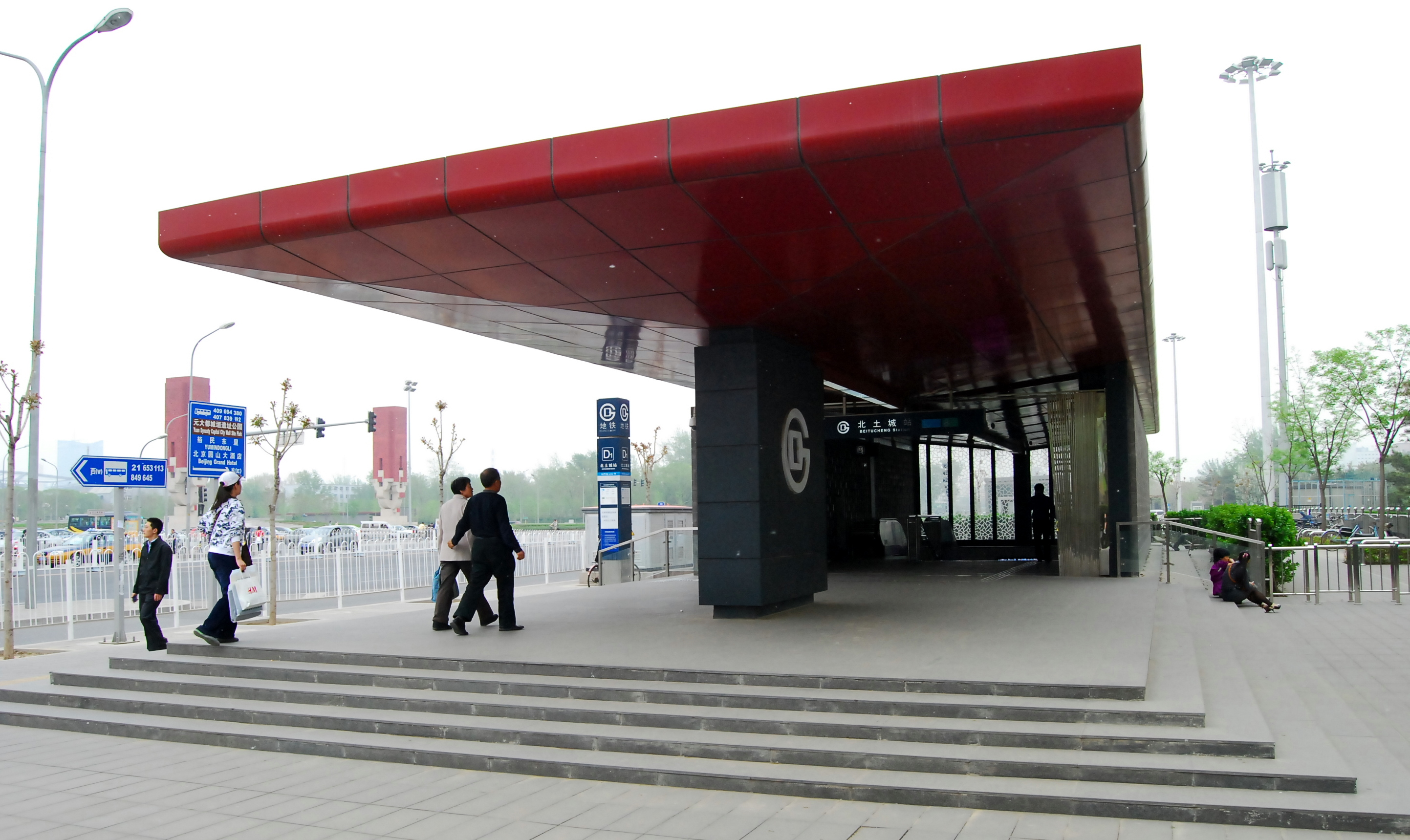

## ساعت کار
مترو معمولاً بعد از نیمه شب تعطیل است مگر در مناسبت‌های خاص که ساعت کار افزایش میِ‌یابد. اولین حرکت قطار حدود ساعت ۰۵:۳۰ بامداد و آخرین قطار ۱۰:۳۰ شب است.

## خطوط مترو

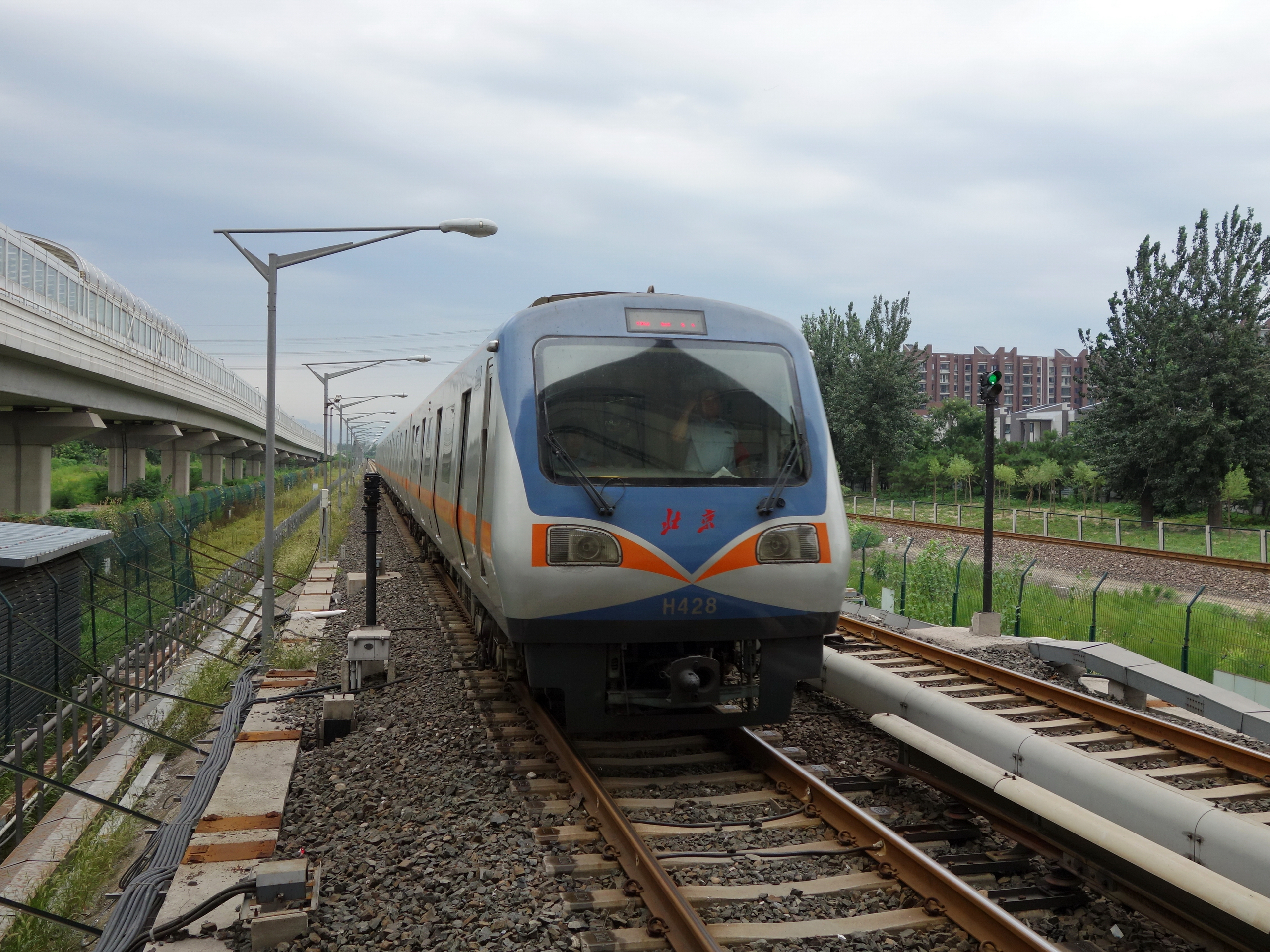
مترو پکن

متروی پکن از چندین مسیر اصلی تشکیل شده‌است. خط اول، خط دوم، خط چهارم، خط پنجم، خط دهم، خط سیزدهم، خط با تون، خط هشتم که به مسیر بازی‌های المپیک معروف است و خط نهم که مسیر ویژه‌ای به فرودگاه بین‌المللی پکن است. طبق برنامه‌های شهرسازی پکن قرار است چند خط متروی جدید نیز ساخته شود که به این ترتیب مردم می‌توانند راحت‌تر با مترو به همه جای پکن رفت‌وآمد کنند.

### خط نه
این خط۱۲۶۰۰ متر طول دارد.

## بلیت
قیمت بلیت‌ها از ۳ تا ۵ یوان بستگی به خط و تعداد سفر متغیر است. همچنین مترو برای کودکان کمتر از ۱٫۲ متر در صورتی که با والدین همراه باشند، رایگان است.

### زباله به جای بلیت
روزنامه «چاینا دیلی» (به انگلیسی: China Daily)از راه‌اندازی «دستگاه‌های معامله معکوس» در چند ایستگاه خط ۱۰ متروی پکن خبر داده بود. این دستگاه‌ها، در قبال دریافت بطری‌های پلاستیکی، کارت متروی مسافران را شارژ می‌کنند.
وقتی مسافران یک بطری پلاستیکی را داخل دستگاه قرار می‌دهند، دستگاه پس از تشخیص بطری، آن را فشرده می‌کند و به مخزن خود می‌فرستد و مشتری نیز، به ازای هر بطری تحویل شده به دستگاه، مبلغی را در کارت متروی خود دریافت می‌کند.
این دستگاه به اندازه یک یخچال خانگی است و ۴۰ عدد از آن در بسیاری از ایستگاه‌های خط ۱۰ متروی پکن نصب شده‌است.
طراحی دستگاه به گونه‌ای است که اگر چیزی به غیر از بطری خالی درون آن قرار داده شود، دستگاه آن را قبول نمی‌کند و بیرون می‌فرستد.
نصب این دستگاه‌ها در ایستگاه‌های مترو، اولین فاز از یک پروژه بزرگتر است که طی آن نصب دو هزار دستگاه معامله معکوس در سطح شهر پیش‌بینی شده‌است. در فازهای بعدی نیز قرار است دستگاه‌ها علاوه بر شارژ مترو، کارت‌های الکترونیک دیگر نظیر کارت‌های اعتباری چند منظوره برای کافه تریا، رستوران و سایر خدمات رفاهی را نیز شارژ کنند.